# La Glace et le Ciel
Pour plus de détails, voir Fiche technique et Distribution.
La Glace et le Ciel est un documentaire français, réalisé par Luc Jacquet et sorti en 2015. Il a été projeté pour la première fois en clôture du Festival de Cannes 2015 le 24 mai 2015.
Portrait du glaciologue Claude Lorius, ce film est le quatrième long métrage cinématographique de Luc Jacquet, et le deuxième réalisé dans le cadre de son association Wild-Touch.

## Synopsis
Le film retrace la vie et le travail du climatologue et glaciologue Claude Lorius et apporte une réflexion sur l'environnement et le rôle des hommes dans les changements climatiques. Il affirme avec des conclusions scientifiques, tirées des travaux de ses équipes, que le bouleversement climatique est « indiscutablement dû à l'homme ». Le rejet de gaz carbonique dont l'homme est responsable contribue à augmenter la température moyenne autour du globe, toutes les régions étant touchées sans exception. Cela entraîne des cataclysmes de plus en plus dévastateurs.

## Fiche technique
- Titre : La Glace et le Ciel

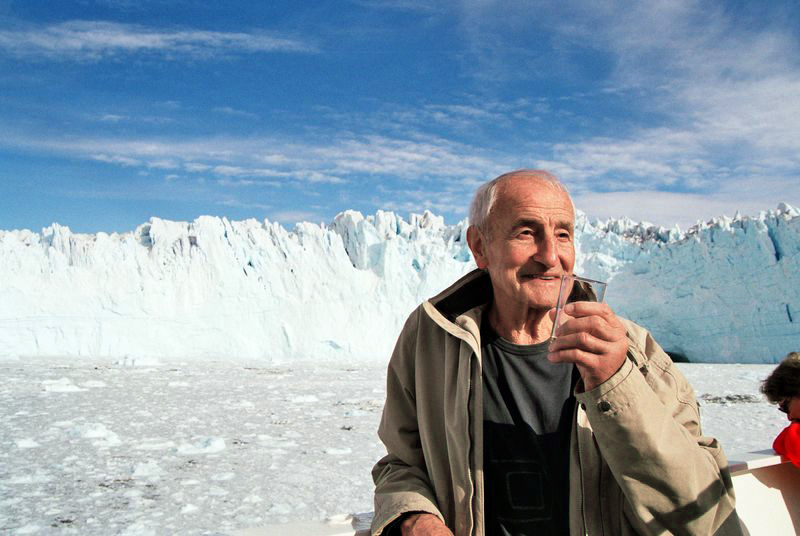
Claude Lorius (ici en 2008).

- Titre de travail : Entre la glace et le ciel[1]
- Titre anglais : Ice and the Sky[2]
- Réalisation : Luc Jacquet
- Scénario : Luc Jacquet
- Musique : Cyrille Aufort
- Photographie : Stéphane Martin
- Montage : Stéphane Mazalaigue
- Directeur de postproduction : Cyril Contejean
- Directeur de production : Vincent Demarthe
- Production : Richard Grandpierre
- Sociétés de production : Eskwad et Wild-Touch
- Sociétés de distribution : Pathé et Wild Bunch
- Pays d'origine :  France
- Langue originale : français
- Genre : documentaire
- Format : couleur / noir et blanc - 1,85:1 / 1,37:1 / 1,33:1
- Dates de sortie :
  - France : 24 mai 2015 (Festival de Cannes) ; 21 octobre 2015 (sortie nationale)
  - Canada : 24 mai 2015 (Festival de Vancouver)
  - Belgique : 21 octobre 2015

## Distribution
- Claude Lorius : lui-même (y compris archives)
- Michel Papineschi : narrateur

et diverses personnes dans les images d'archives, dont :
- Jacques-Yves Cousteau

## Production
En 2011, dans une « démarche patrimoniale », Luc Jacquet commence par réaliser plusieurs interviews de Claude Lorius pour « recueillir le récit de ce témoin historique d'une rupture majeure entre l'homme et son environnement ». Il lui propose de retourner en Antarctique à l'occasion de ses 80 ans. Jacquet a alors l'idée de raconter la vie de Lorius « à la manière d'une enquête policière, en le replaçant dans les endroits où il avait prédit qu'il se passerait quelque chose ». Son intention est d'utiliser des archives de Lorius pour « racont[er] sa vie et son cheminement à la fois humain et scientifique » mais aussi « de le filmer dans les endroits ou il avait prédit le réchauffement climatique ». Malgré le constat alarmant, Jacquet estime que le message de Lorius est « à la fois très humaniste et presque optimiste »
Le film nécessite d'importantes recherches et restaurations d'archives. Il contient aussi des scènes tournées spécialement pour ce film, dont le tournage débute en octobre 2013. Jacquet va alors filmer en Antarctique, y compris sur la base russe de Vostok, mais aussi dans les Alpes et en Polynésie, ainsi qu'au Portugal pour les paysages incendiés[réf. nécessaire]. D'autres lieux de tournage sont initialement envisagés lors de la phase de préproduction, comme la Namibie et le parc national de Yosemite, mais ils ne sont pas retenus par la suite.
Le financement du film se heurte au refus des chaînes publiques de participer à la production. En revanche, la société Kering décide d'investir dans ce documentaire car sa sortie éventuelle coïnciderait avec la tenue de la conférence des Nations unies sur les changements climatiques à Paris.
La postproduction se déroule essentiellement à Villeurbanne, dans les locaux de la société Lumières numériques.

## Exploitation et accueil

### Festival du cinéma d'environnement de Washington
Le 20 mars 2015, dans les locaux du Carnegie Institution, des extraits du film sont diffusés lors du Festival du cinéma d'environnement de Washington (en) dans le cadre d'une rétrospective Luc Jacquet. Ils sont présentés au sein d'un programme intitulé A cinematic multi-media experience in the footsteps of French glaciologist Claude Lorius, regroupant des courts métrages documentaires sur le même sujet. La projection est suivie d'une rencontre avec Luc Jacquet, Claire Parkinson, scientifique du NASA Goddard Space Flight Center chargée des études sur le changement climatique, et Jérôme Chappellaz, chercheur du CNRS et directeur du laboratoire Glaciologie et Géophysique de l'Environnement à l'Université de Grenoble,. Cet évènement permet alors de présenter le métaprojet La Glace et le Ciel à plus de 400 personnes.

### Sélection officielle au Festival de Cannes
Le 30 avril 2015, la direction du Festival de Cannes révèle que La Glace et le Ciel est sélectionné, hors compétition, comme film de clôture. Thierry Frémaux justifie ce choix en affirmant que ce film « dit des choses importantes sur l’avenir de notre planète, et les menaces qui le compromettent, face auxquelles nul ne doit rester indifférent ». Luc Jacquet considère que cette sélection « est une chance immense qui s’offre à ce film et ce qu’il raconte » et permettra de « contribuer à ce défi gigantesque que doit relever au plus vite l'humanité pour pérenniser son avenir et celui de la planète ». Depuis qu'il existe des cérémonies de clôture à Cannes, jamais un documentaire n'avait été sélectionné pour cette occasion. Pour  Julie Bertuccelli, qui a initié lors de cette édition 2015 une nouvelle récompense cannoise dédiée aux documentaires, nommée l'Œil d'or, la sélection de La Glace et le Ciel est « un signe prometteur » pour ce genre cinématographique. Plus largement, cette sélection s'inscrit dans une volonté de Frémaux d'ouvrir la sélection officielle à des films qui abordent différentes problématiques de la société contemporaine.
Peu de temps après l'annonce de la sélection, le journaliste Adrien Gombeaud s'interroge, via un message Twitter puis dans un article dans Les Échos, sur la participation de la société Kering au financement du film alors même qu'il s'agit d'un nouveau sponsor officiel du Festival de Cannes,. Le Monde estime même que c'est la première fois que la sélection officielle comprend « un film coproduit par un partenaire officiel ». Thierry Frémaux affirme alors qu'il avait eu connaissance du film avant que Kering ne soit partenaire et qu'il a pris la décision de le sélectionner avant d'avoir cette information. D'autre part, la directrice de la communication de Kering assure que cette sélection « ne faisait pas partie d'un "deal" entre le Festival et Kering ».
Le film est projeté pour la presse le 23 mai puis en clôture du festival le 24 mai.

### Sortie en salles et box-office

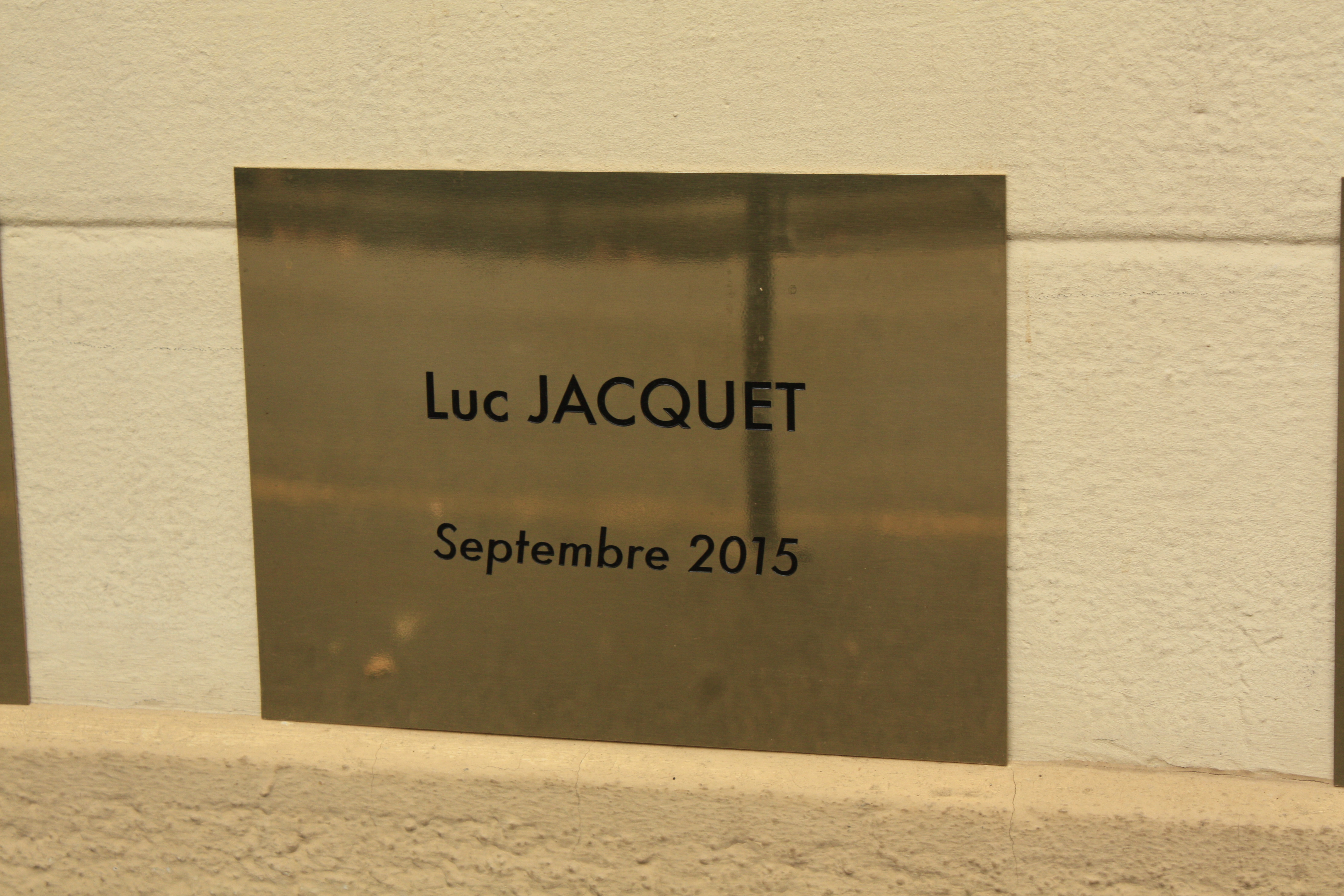
Plaque de Luc Jacquet sur le « Mur des cinéastes » de l'Institut Lumière.

Il est projeté en avant-première à l'Institut Lumière de Lyon, le 30 septembre 2015, en présence de Luc Jacquet. À cette occasion, ce dernier assiste à l'inauguration de l'apposition d'une plaque à son nom sur le « Mur des cinéastes », rue du Premier-Film.
En France, le film sort en salles le 21 octobre 2015. Lors de son premier jour d'exploitation, La Glace et le Ciel réunit 4 000 spectateurs sur 92 salles. Le film termine sa première semaine d'exploitation avec 18 143 entrées sur 93 salles (soit une moyenne de 195 par copie), à la 20e place hebdomadaire et la 5e parmi les nouveautés. Sur Paris et sa périphérie, le film est également 20e avec 5 730 entrées dans 18 salles, mais sa moyenne par copie est meilleure (318) et il est en revanche à la 6e place des nouveautés. Durant ses cinq premiers jours, le film engrange 131 008 dollars de recette.

### Accueil critique
Le film a suscité des commentaires très variables selon les critiques.

#### En France
Le site Allociné propose une note moyenne de 2,6/5 à partir de l'interprétation de 15 critiques.
Parmi les critiques enthousiastes, figure Florence Leroy, sur France Info, qui estime que « toute la qualité de ce film est d'être à la fois un bel outil pédagogique mais avant tout l'émouvant portrait d'un homme passionnant et passionné ». Sur Allociné, Clément Cuyer considère que ce film est « essentiel, indispensable » et salue à la fois les « incroyables images d'archives » et les « décors naturels d'une beauté inouïe », estimant que Luc Jacquet « sait mieux que quiconque filmer les beautés vertigineuses de la nature ». Pour Télé 2 semaines, Émilie Leoni qualifie le film d'« hymne à la protection de notre planète » avec un « récit passionnant » et parle d'« une expérience visuelle, sensorielle et auditive incroyable »,. Dans Le Parisien, Hubert Lizé affirme qu'il est « impossible de rester de glace » face à cet « édifiant témoignage du phénomène de réchauffement climatique et de la catastrophe écologique qui menace », servi par « un saisissant mélange d'archives et de prises de vue actuelles ».
D'autres critiques ont un avis globalement positif assorti de quelques nuances. Dans 20 minutes, Caroline Vié salut les « images époustouflantes » qui « mettent en garde contre le réchauffement climatique tout en offrant au spectateur son [content] d’émerveillement visuel ». Tout en admettant un aspect « parfois un peu didactique », elle considère que « le propos généreux, les prises de vues sublimes et la personnalité de Claude Lorius finissent par emporter le morceau ». Pour Première, Isabelle Danel estime que « ce beau film volontairement éducatif fait passer le fond avant la forme ». Même si elle considère que « la voix off assène un peu trop le message écolo » alors que les images « parlent d’elles-mêmes », elle note qu'« on accepte cette redondance » car Claude Lorius lui-même a passé 60 ans à répéter les mêmes messages. Dans Télérama, Cécile Mury estime que Luc Jacquet « offre au savant un hommage presque trop vibrant : le film pourrait s'appeler « La Glace, le ciel et Lorius au beau milieu », tant s'accumulent les tableaux du vieux sage (83 ans aujourd'hui), méditant seul dans le royaume de l'infiniment blanc, comme dans un écrin de plans figés à la beauté surréelle ». Néanmoins, tout en regrettant « la grandiloquence du dispositif », Mury remarque qu'on peut excuser cela car « le récit de cette vie exceptionnelle a du souffle ». À propos des images d'archive, elle félicite aussi le réalisateur d'avoir « fait un excellent usage du trésor qui lui a été confié » et d'avoir « su tirer la saga vivante d'une conquête humaine pour une fois au service de la nature, et non à ses dépens ».
D'autres critiques sont bien plus mitigées, comme Jacques Mandelbaum, dans Le Monde, qui note que les « magnifiques archives des expéditions, aux couleurs aujourd’hui perdues pour le cinéma, films en l’occurrence retravaillés et pour partie sonorisés, permettent au réalisateur d’évoquer cet itinéraire de manière très vivante », mais qui estime que « l'image est aplatie [...] par une musique et un commentaire particulièrement emphatiques ». Il regrette aussi la façon dont est traité Claude Lorius : « Ces poses artificielles et ce silence obstiné sont d’autant plus troublants que la voix off parle de bout en bout, elle, à la première personne, visiblement tenue par un narrateur professionnel en lieu et place du locuteur naturel, dans un style plus littéraire que personnel ». Selon Mandelbaum, « le film perd [...] en crédibilité et en valeur artistique ce qu'il gagne, sans doute, en impact immédiat » et est qualifié d'« hommage pompier ». Pour Libération, Isabelle Hanne pense que le sujet est intéressant mais que l'aspect formel « déconcerte ». Elle regrette « une musique un peu boursouflée », « un texte parfois poussif [et] redondant », « une voix off bavarde à la première personne » et « des fresques naturelles somptueuses mais sursignifiantes ». De façon générale, Hanne considère que « la rencontre entre le glaciologue et Luc Jacquet, lui-même grand amateur du continent austral » aurait dû donner « quelque chose de plus franchement personnel ».
Enfin, certains jugements sont plus sévères. Pour Les Échos, Thierry Gandillot considère que La Glace et le Ciel est « fort didactique et fort pompeux », et qu'« on se serait contenté de regarder ce documentaire en seconde partie de soirée à la télévision ». Dans Studio Ciné Live, Eric Libiot estime pour sa part que le film de Jacquet « n'est finalement qu'un long reportage télé qui n'a pas grand-chose à faire au cinéma ». Pour VSD, Bernard Achour trouve que le film est très ennuyant, alors que Mehdi Omaïs, dans Metro, compare La Glace et le Ciel, qu'il qualifie de « fastidieux à plus d’un titre », aux « documentaires scientifiques surannés qu’on nous mettait jadis au lycée ».

#### Ailleurs dans le monde
Dans The Guardian, Andrew Pulver note que ce film est « un défi face aux négationnistes du changement climatique »,. À propos de la façon dont Luc Jacquet évoque l'intuition scientifique qu'a eue Claude Lorius en observant les bulles dans un verre de whisky, Pulver parle d'« un moment eurêka plutôt divertissant »,. Il estime que ce film est « une sorte de serre-livres final » par rapport à Une vérité qui dérange (2006) : alors le documentaire sur Al Gore « visait un public qui avait entendu parler du changement climatique pour la première fois », le film de Jacquet est « un appel aux armes pour le mouvement environnemental déstabilisé et secoué par l'industrie négationniste »,. Finalement, Pulver considère que La Glace et le Ciel est « un puissant testament, qui se doit d'avoir un impact considérable »,.
Boyd van Hoeij, pour The Hollywood Reporter salue les nombreuses qualités du film, dont le texte de la narration qui est « parfois poétique et jamais trop technique, [...] et au final très accessible, même pour un public adulte sans connaissances scientifiques »,. Il applaudit aussi le travail du directeur photo Stéphane Martin pour les « plans magnifiquement chorégraphiés », de Claude Lorius, ainsi que celui du monteur Stéphane Mazalaigue, qui « maintient de façon impressionnante l'équilibre délicat entre la narration et les images d'archives »,, et la musique de Cyrille Aufort qui permet de « s'assurer que le rythme ne ralentit pas ou que les choses ne deviennent pas trop sèches et scientifiques, avec l'utilisation fréquente des percussions en arrière-plan des aspects aventuriers de la vie de Lorius »,. Boyd van Hoeij nuance son avis globalement positif en considérant que « sur la forme, le film est plutôt classiquement assemblée », et que les plans contemporains où Lorius est filmé dans l'océan ne sont pas très heureux car le glaciologue y paraît « moins digne », ce qui n'est « pas une décision sage pour un documentaire qui a besoin de toute son autorité »,.
Dans Variety, Scott Foundas est bien plus négatif, estimant que ce film est « un éléphant blanc immensément surproduit qui obscurcit à la fois son propre protagoniste et son message important avec des couches d'effets de style non nécessaires », et qualifie le portrait de Claude Lorius de « testament cinématographique édulcoré »,. Il remarque par ailleurs que le dossier de presse et autres communications des producteurs et distributeurs n'utilisent jamais le mot documentaire et dit regretter que ce ne soit pas Werner Herzog qui ait réalisé un film sur Lorius.

## Autour du film
Comme pour Il était une forêt, le précédent film de Jacquet, La Glace et le Ciel s'insère dans un métaprojet de l'association Wild-Touch, qui comprend aussi :
- un programme pédagogique et un fab lab de l'éducation[33] ;
- une expédition de trois mois en Antarctique en 2015, avec une résidence d'artistes pour le réalisateur Jérôme Bouvier et les photographes Laurent Ballesta et Vincent Munier, autour des manchots empereurs[34] ;
- un autre documentaire, Enfants de l'anthropocène, réalisé par Dimitri Grimblat pour la télévision[35].

L'intention est de toucher « les scolaires et les générations à venir pour les sensibiliser à la conservation de la nature », et de répondre à « une demande énorme sur ce matériel éducatif innovant ». Luc Jacquet estime que cette démarche permet d'être à la fois dans « l'entertainement » et dans la recherche d'une « pédagogie extrêmement développée ».
Ce métaprojet a été officiellement lancé le 9 mars 2015. Il a ensuite été présenté à plusieurs reprises à Washington : d'abord le 20 mars 2015, dans le cadre de la rétrospective Luc Jacquet au Festival du cinéma d'environnement, puis le 6 juin 2015 à l'ambassade de France, en présence de Ségolène Royal, ministre de l'écologie, du développement durable et de l’énergie.

## Distinctions

### Prix
Le livre La Glace et le ciel (Actes Sud 2015), dérivé du documentaire, a obtenu le Prix du livre Science pour tous 2017.

### Sélections
- Festival de Cannes 2015 : sélection officielle hors compétition (film de clôture)
- Festival de Vancouver 2015 : sélection officielle dans la section « VIFF Impact »[38]